# Васильевское сельское поселение (Аннинский район)
Васильевское сельское поселение — муниципальное образование Аннинского района Воронежской области России.
Административный центр — село Васильевка.

## Административное деление
Состав поселения:
- село Васильевка,
- поселок Новонадеждинский,
- село Софьинка.

## Население
| 2000  | 2005  | 2010  | 2012  | 2013  | 2014  | 2015  | 2016  | 2017  |
| ----- | ----- | ----- | ----- | ----- | ----- | ----- | ----- | ----- |
| 1775  | ↘1696 | ↘1484 | ↘1427 | ↘1398 | ↘1371 | ↘1325 | ↘1308 | ↘1268 |
| 2018  | 2019  | 2020  | 2021  |       |       |       |       |       |
| ↘1253 | ↘1224 | ↘1201 | ↘1032 |       |       |       |       |       |